# كفر بلضم
كفر بلضم إحدى قرى مركز قطور التابع لمحافظة الغربية بجمهورية مصر العربية.

## السكان
بلغ عدد سكان كفر بلضم 6178 نسمة حسب تقدير عام 2018.
| السنة  | 1947 | 1960 | 1976 | 1986 | 1996 | 2006  | 2018 |
| ------ | ---- | ---- | ---- | ---- | ---- | ----- | ---- |
| القرية | 1850 | 2605 | 2581 | 4254 | 4912 | 5,801 | 6178 |